# Mirenski grad
Mirenski grad (okrajšano Grad; poitalijančeno Grado di Merna) je 120 metrov visoka vzpetina nad krajem Miren pri Novi Gorici. Hrib je v sklopu treh vzpetin, ki si v rahlem loku sledijo v smeri od severozahoda proti vzhodu, zato je bil ta grič kot pomembna strateška točka priča krvavim spopadom v prvi in drugi svetovni vojni. Izvor imena ni znan. Zadnje zgodovinske raziskave kažejo, da gradu tu nikoli ni bilo. Iz pisnih virov in iz pričevanja ljudi pa lahko trdimo, da se ime nanaša na podobo hriba in ne na stavbo.
Danes je priljubljena romarska in izletniška točka.
Mirenski grad je duhovno središče, kjer delujejo lazaristi, usmiljenke, Center za družine, Društvo prostovoljcev VZD in laiška skupnost Betlehem.

## Zgodovina
Okolica griča je bila gotovo vedno poseljena in hkrati na očeh narodov, ki so se tu čez pretakali iz Rimskega cesarstva v barbarski svet in obratno. Naseljevanje narodov je v 5. stoletju očitno sem pripeljalo Vzhodne Gote, ki so bili v Japnišču izpričano pokopani.  
V 5. stoletju je bilo torej Japnišče že poseljeno. Hrib ob naselju je bil za prebivalce najbližja razgledna točka. S tem je mali naselbini ponujal varnost in pregled nad karavanami, ki so tu čez potovale po trgovski rimski poti. Da ta naselbina nosil ime Japnišče izvemo šele v 15. stoletju, ko se v urbarju iz leta 1450 kraj omenja z nemškim imenom Jaknitsch ter zapisom, da je bil ta kraj župa in je imel svojega župana. Iz istega obdobja, iz leta 1488, najdemo tudi prve zapise o Marijini cerkvi na gori nad Mirnom. Župnik v svoji pritožbi namreč pravi, da je sedanjemu kaplanu v Renčah dovolil, da vsako soboto mašuje v Marijini cerkvi na gori nad Mirnom.  
Prvi, ki je po dosedanjem vedenju v pisnih virih uporabil naziv Grad za ime hriba, je bil Francesco Barbaro, ki je leta 1593 opravil pastoralni obisk mirenske župnije. Ker v srednjem veku in tudi pozneje o kakšnem plemiškem grajskem središču ni sledu, je treba izvor imena Grad iskati drugje.  
Skozi zgodovino je bilo območje Gradu in okolice kraj spopadov med divinskim in goriškim gospodom. Prostor okoli Marijine cerkve na Gradu je bil v domeni goriškega gospostva, naselje Miren pa v domeni devinskega gospostva. Na veliki šmaren je na grič nad Mirnom prijezdil sodnik v goriškem gospostvu, ki je imel pravico sklicati šagro in jo s svojimi hlapci čuvati. Tako je leta 1523 župan Elar Sannta, slovensko Hilarij Štanta dejal, da morajo ob velikem šmarnu kramarji in krčmarji, ki jih je praznik privabil na hrib, sodniku plačati pristojbino. 
S prihodom puščavnikov na Grad, ki so se sem umaknili v samoto, se je začelo tudi širjenje čaščenja Žalostne Matere Božje. Leta 1755 so na Gradu postavili svete stopnice in kalvarijo s kipi, kar je hkrati pomenilo tudi vse večji razmah čaščenja in vedno večje število romarjev. Takratni mirenski župnik se je zelo zavzel za čaščenje tega praznika in je leta 1866 z darovi romarjev postavil novo cerkev posvečeno Žalostni materi Božji. Verjetno so eremiti, puščavniki, ki so tu živeli in so sem prišli v samoto, sedaj prav zaradi tega odšli, ker je tu postalo preveč živahno. 

## O cerkvi na Gradu
Prvi zagotovi pisni viri, ki se nanašajo na cerkev na gori nad Mirnom so iz leta 1488. Verjetno je to ista cerkev, kot jo lahko vidimo na fotografijah iz leta 1913. Mala cerkvica poleg mogočne nove cerkve v ozadju.
Verjetno je bila tudi ta cerkev večkrat prezidana. Že v 15. stoletju pa je imela 3 oltarje, kar kaže na njen pomemben status. Vizitacijsko poročilo rožaškega opata Bartolomea da Porcia navaja glavni oltar z rezljano in pozlačeno podobo blažene Marije, oltar svetega Duha z naslikano podobo presvete Trojice in oltar sv. Fabijana in Sebastijana. Vizitacijsko poročilo škofa Karla Attemsa iz leta 1750 pa navaja, da je glavni oltar blažene Device Marije iz marmorja, druga dva stranska oltarja pa sta posvečena sv. Apoloniji in sv. Mariji Magdaleni.
Ker je mala cerkvica postala premajhna za številne romarje, ki so prihajali na Grad, je leta 1866 mirenski župnik Janez Eleršič z darovi romarjev zgradil večjo cerkev sedanje velikosti in jo posvetil Žalostni materi Božji. V članku Soča iz leta 1875 zasledimo prispevek v katerem prosijo za finančno podporo ljudi za zvonove za novo graško cerkev pri sv. Stopnicah v Mirnu. Eno zadnjih poročil o stari cerkvici na Gradu, ki je stala poleg velike nove cerkve je zapisal bivši kaplan Jožef Pipan v knjigi Življenje preblažene Device Marije in njenega prečastitega ženina sv. Jožefa kjer navaja, da je leta 1889 v mali cerkvici na Gradu glavni marmornati oltar krasila rezljana podoba Matere Božje, stranska oltarja pa sta bila posvečena sv. Apoloniji in sv. Jožefu.
Leta 1914 so staro cerkev uradno podrli, verjetno zato, ker je bila kljub vsemu zelo skromna in premajhna za množice, ki so se tu, posebej ob praznikih zbirale v zahvalo in prošnjo Bogu.
Že naslednjega leta 1915 pa je bila med prvo svetovno vojno porušena tudi Eleršičeva velika cerkev. Od nje ni ostalo praktično nič. Obnovitvena dela in čiščenje so se začela šele leta 1924 ko so odobrili, da je bila graška cerkev izenačena župnijskim in je zato dobila pravico do vojne odškodnine.
Cerkev Žalostne Matere Božje je bila kot neoromanska triladijska bazilika obnovljena od leta 1924 do 1931 po načrtih Goričana Umberta Cuzzija. Postaje križevega pota (kalvarije) ob cesti na Mirenski grad so sezidali leta 1931 po načrtih arhitekta Ivana Vurnika.
Med drugo svetovno vojno je bila tudi ta cerkev močno poškodovana. Lazaristi so jo začeli obnavljati leta 1955, posvečena pa je bila šele 13. julija 1986. 
Cerkev na Mirenskem gradu sodi med večje v koprski škofiji in je zgrajena v nevoromanskem slogu na bazilikalni osnovi. Prvotni načrt za glavni oltar je zasnoval arhitekt Ivan Vurnik, leta 1963 pa ga je po svoji zamisli dokončal Tone Kralj ter zanj izdelal tudi kip Žalostne Matere božje. Cerkev je opremil še s poslikavami: njegov je križev pot v lunetah stranskih ladij ter skrivnosti rožnega venca na stenah svetlobnega nadstropja. Slednje je leta 1986 v fresko tehniki obnovil Lojze Čemažar. Pod korom je spovednica, ki jo je leta 2005 zasnoval arhitekt Boris Podrecca.
Pročelje cerkve krasi podoba Žalostne Matere božje, ki jo je po načrtih Toneta Kralja iz barvnih steklenih koščkov izdelal Oskar Kogoj. V levem zvoniku so štirje zvonovi, ki so bili posvečeni leta 1987.
Stranski ladji ločuje od glavne po šest kamnitih stebrov, katerih končni štirje so vgrajeni v zid. Kot posebnost velja omeniti, da sta stranski ladji brez oken in torej vsa svetloba prihaja iz glavne ladje, kar ob obilni mediteranski luči zadostuje. Ob vstopu skozi glavni portal se izpod pevske empore odpirajo tri arkade, ki nudijo monumentalen pogled proti glavnemu oltarju. Glavni oltar ima nastavek iz marmornatih koščkov prejšnjega oltarja, s čimer je umetnik Tone Kralj želel poudariti, da je novo svetišče nastalo na ruševinah prejšnje cerkve. Na vrhu oltarnega nastavka je kip Pieta, ki ga je ravno tako izdelal Tone Kralj. Kraljevo delo so tudi vse poslikave, križev pot z oljnimi barvami na lesonit in rožnovenski ciklus v preprosti risarski tehniki na stenah svetlobnega nadstropja. Leta 1970 je cerkev pridobila še eno kraljevo umetnino, marmornat kip Marije z Jezusom, ki danes stoji na levem stranskem oltarju.

## Oskrba cerkve in griča
Za cerkev na Gradu je v tukajšnji burni zgodovini skrbelo več različnih dušnih pastirjev. Okrog leta 1488 je tu maševal kaplan iz Renč. O tem piše časopis Goriška straža, da: »od leta 1488 vemo, da je hodil kaplan iz Renč po želji mirenskega župnika vsako soboto maševat na Grad«.
Od konca 17. stoletja pa do leta 1756 so na Gradu prebivali puščavniki in skrbeli za svetišče. Kasneje pa so za cerkev na Gradu skrbeli mirenski kaplani. V ustanovni listini iz leta 1765 beremo, da je mirenski župnik Marušič z 10 njivami na Rojah zagotovil graški beneficij, to je ustanovo za vzdrževanje kaplana, in sezidal kaplanijo.
V raznih poročilih lahko beremo, da so si ljudje vedno želeli imeti duhovnika na Gradu, a žal večkrat ni bilo tako. Ko so okrog leta 1750 z Grada odšli eremiti, so prosili, da bi namesto njih na Grad prišel kak duhovnik, ki bo skrbel za dušno pastirstvo, saj na Grad prihaja veliko ljudi. Leta 1765 je na Gradu zaživela stalna kaplanija, ki pa po reformah cesarja Jožefa II. ni stalno delovala. Od leta 1839 do 1856 so na Gradu delovali t.im. »praznični kaplani«, ki so bili hkrati tudi mirenski učitelji.
Mirenski župnik Rojc pride na idejo, da na Grad povabi lazariste.
Dne 1. novembra 1912 je bila podpisana izročilna listina s katero je bila cerkev na Gradu izročena v upravo misijonarjem, prav tako tudi kaplanija in vsa posestva v lasti graške cerkve. Misijonarji so se obvezali, da bodo skrbeli za božjo službo na Gradu, dajali duhovne vaje in imeli ljudske misijone.
Avgusta 1913 je bila podpisana še pogodba o prodaji zemljišča na katerem so lazaristi še istega leta položili temeljni kamen za misijonsko hišo.
Lazaristi so sprva stanovali v kaplaniji, dokler se niso leto po prihodu 1914, preselili v novo misijonsko hišo, ki je bila namenjena duhovnim vajam.

## Prva in druga svetovna vojna
Med prvo svetovno vojno je bil Grad povsem opustošen. Prva granata je na cerkev padla 7. decembra 1915.
Od nje ni ostalo praktično nič. Obnovitvena dela in čiščenje so se začela šele leta 1924. Obnova cerkve in misijonske hiše se je začela s sveto mašo ob baraki pred porušeno cerkvijo, 25. avgusta 1924. Po enem letu je bila cerkev obokana, tako je leta 1925 župnik Pahor oznanil, da bodo kvatrnico obhajali na Gradu že v novi cerkvi. Vendar je zidava romarske cerkve potekala počasi. Šele za veliko noč leta 1927 je bila dokončno pripravljena za božjo službo. Zvonika sta bila pozidana leta 1929. Leta 1931 je bil položen tlak v cerkvi in napeljana elektrika. Oltar po načrtih arhitekta Ivana Vurnika so izdelali leta 1932, vendar so zaradi pomanjkanja denarja uresničili njegov načrt samo napol.
Med drugo svetovno vojno je bila tudi ta cerkev močno poškodovana. Lazaristi so jo začeli obnavljati leta 1955, posvečena pa je bila šele 13. julija 1986. 
Med vojnama so fašisti pregnali in zaprli slovenske lazariste ter Grad izročili lazaristom iz Torina. Po koncu druge svetovne vojne so s povratkom lazarista Alojzija Mlakarja postojanko spet prevzeli slovenski misijonarji, ki so tu še danes. Na njihovo povabilo so leta 1960 sestre usmiljenke prevzele požgano misijonsko hišo in jo obnovile ter se tako naselile na Grad.

## Kvatrnica
Kdaj je bila prva kvatrnica na Gradu, ne vemo. Prvi znani zapis o kvatrnih dnevih sega v leto 1570, ko je opat Porcia vizitiral cerkev na Gradu. V vizitacijskem poročilu govori, da je bilo mašno bogoslužje na Gradu vsak Marijin praznik, vsako nedeljo po kvatrnih dnevih, na dan posvečenja cerkve in na drugo nedeljo po sv. Mihaelu. Ali je bila jesenska kvatrnica takrat že romarski shod, nimamo podatkov. Vsekakor pa skozi stoletja kvatrnica ni bil praznik Žalostne Matere Božje, ampak jesenska kvatra, ki je pomenila zahvala za prejete pridelke, predvsem ob trgatvi in prošnja za blagoslov.
Najstarejše poročilo, ki nam je o kvatrnici na Gradu poznano, sega v leto 1881. V glasilu Soča beremo: »Božja pot v Mirnu na Gradu je po Goriškem dobro znana. Glavni praznik je na kvatranco jesensko; takrat pride ljudstva brez števila ne samo z Goriškega, Slovencev in Furlanov, ampak tudi od Trsta in Vipave«.
Ker je bila kvatrnica praznik za širšo okolico, se je s tem romarskim shodom povezalo različna praznovanja. Časopisa Gorica in Primorski list leta 1904 poročata, da so v Mirnu ob kvatrnici priredili celo koncert vojaške godbe, mirenskega društvenega pevskega zbora ter pevskega zbora iz Rubij, ob koncu kulturnega programa pa mogočen ognjemet. Naslednje leto so ta praznik povezali s 25. letnico posvečenja nekaterih duhovnikov v nedeljo zvečer pa Grad razsvetlili.
Septembra leta 1907 ob 150-letnici sv. stopnic in 50-letnici križevega pota, je bila na Gradu zbrana velika množica, kot piše v časopisu Gorica: »Romarjev je došlo že v soboto na tisoče iz bližnjih in daljnih krajev, največ ljudstva pa je bilo zbranega v nedeljo pri pontifikalni maši ob 10. uri, katero je daroval ob obilni asistenci preč. duhovščine prevzvišeni knezonadškof Borgia Sedej. Ljudstva se je cenilo pri maši okrog 9000. Enako se je zbralo tudi pri blagoslovu popoldne mnogo ljudstva. Vse tri dni bilo je na Gradu nad 15 000 ljudi; obhajancev pa v nedeljo nad 1800«.
Tudi naslednje leto je bila kvatrnica zelo lepo obiskana, saj je bilo romarjev okrog 12 tisoč, za današnje čase kar nepredstavljiva številka. Podobno je bilo vsa naslednja leta. V Primorskem listu iz leta 1908 je zapisano, da ima »Mirenski grad z jesensko kvatrnico še vedno svojo nekdanjo privlačno moč«. To leto so praznovali velik jubilej, zlato mašo papeža Pija X. Vsako leto se je na Gradu zbralo več tisoč ljudi, za katere je skrbelo veliko duhovnikov. Za spovedovanje je skrbelo po 8 spovednikov in cerkev je bila pretesna za vse, spovednice pa »močno oblegane«.
V Novem času iz leta 1912 beremo, da so bile posamezne maše namenjene vernikom iz različnih krajev: »V soboto popoldne pridejo romarji iz Brd, Benečije in Krasa; v nedeljo za veliko mašo se zbere vsa okolica in bližnji Kras – a popoldne je na Gradu vsa Gorica.« Zapisano je tudi, da je tega leta »na Gradu prenočilo mnogo ljudi, ki so celo noč v cerkvi molili pred Najsvetejšim. V nedeljo zjutraj se je delilo sv. obhajilo, kar je trajalo več časa in sv. maše so se vrstile. Proti 10. uri pa so se začele zbirati na Gradu velike množice ljudstva, da bi prisostvovale sv. maši. Obširna cerkev je bila natlačena, a zunaj nje je ostalo še več tisoč ljudi. Cenilo se je, da je bilo navzočih do 7 tisoč oseb«.
Med prvo svetovno vojno je bila cerkev na Gradu porušena in praznovanja kvatrnice ni bilo. Leta 1922 je po osemletnem premoru na Grad prenesena kapela spet vabila romarje počastit Žalostno Mater Božjo. Goriška straža piše, da je bilo po vojni, leta 1925, na kvatrnico kar 6 svetih maš, popoldne pa še litanije. Vse slovesnosti so bile lepo obiskane, tako da se je čutila potreba po novem domu, ki bi služil tudi za prenočišče ter gostišče za številne romarje »z Goriškega, Istre in Furlanije«. Verniki so tudi tokrat po več dni prespali na Gradu, kar po klopeh v cerkvi. Nekateri so prišli že v soboto peš, s kolesi ali z vozovi. Veliko domačinov pa si je pot krajšalo tako, da so kar prebredli reko Vipavo pri »Šelu« (Zvon sv. Jurija).
Po tem letu daljši čas nimamo pisnih virov o kvatrnici, ker je bilo v drugi svetovni vojni veliko gradiva uničenega. Kot piše v mirenskem župnijskem listu Zvon sv. Jurija »se leta 1943 in 1944 kvatrnice ni praznovalo. Po drugi svetovni vojni je dve leti potekalo praznovanje nemoteno, nikakor pa ne tako množično, kot prej. Leta 1947 ni bilo slovesnosti, ker so jo oblasti zavrle. Naslednja leta pa se je ponovno večalo število romarjev. Ko so leta 1955 odprli mejo, so lahko prihajali k nam tudi romarji iz zamejstva«. Vendar si takih množic kot pred prvo svetovno vojno ne moremo niti predstavljati več.

## Plesi in zabava ob kvatrnici
Poleg romarskega značaja je bila kvatrnica tudi priložnost za zabavo. Dobiček je prinesla prirediteljem plesov in gostilničarjem, ki so s svojo ponudbo skušali ujeti čim več romarjev. V glasilu Soča iz leta 1886 je zapisano: »Spominja se še gotovo vsak, ki je bil kdaj na rečeno kvaternico na Gradu ali v Mirnu, koliko veselic da napravijo Mirinčani po Mirnu. Komaj pridejo romarji dolj z Gradu na državno cesto, ustavi jih plesišče, gredo malo naprej, ustavi jih drugo in tretje in še več. Na nobeno stran se ne moreš uganiti, mimo ali čez plesišče moraš iti. Piskanja, cviljenja in bobnanja je, kakor da bi imeli biti konec sveta. Na tej božjo poti se romarjem tako godi, kakor se je Mojzesu, ko je, prejemši deset božjih zapovedi iz božjih rok, prišel z gore in videl izraelsko ljudstvo malikom se uklanjati, prepevati in plesati«.
Zapisi govorijo o nenehnih spopadih nekaterih, ki so želeli, da bi bila kvatrnica le romarski praznik, in drugih, ki so se ob tej priložnosti želeli zabavati in celo kaj več zaslužiti. Zabave si je želela predvsem mladina. V tovrstne spore sta bila vpletena tako župnik kot župan, ki sta se zavzemala, da bi plesov ne bilo.
Leta 1881 je v glasilu Soča zapisano, da je »starešinstvo« sklenilo, da ob kvatrnici plesov ne bo, lahko pa so naslednjo nedeljo. Leta 1894 Primorski list poroča, da plesa ni bilo in da so imeli krčmarji kljub temu dovolj dobička. Šest let kasneje tudi dež ni pregnal mladine, ki pa je plesala, kot so l. 1902 poročali v časopisu Gorica »šele v ponedeljek, marveč še v torek in sredo, ko so praznovali, popivali in prepevali, kakor da bi imeli Bog ve koliko dobička. Srečni krčmarji! Kedaj se bo naša mladina navadila varčevati?« Pa vendar mladina ni odnehala, saj je že leto kasneje kljub prepovedi priredila ples, kar je bilo »nepostavno in kaznivo«. Te bitke so postajale vse bolj politično obarvane, saj so plese prirejali tisti, ki so simpatizirali s socialisti ter liberalno društvo »Ipava«. V časopisu Gorica je leta 1910 zapisano »Naj pribijemo še dejstvo, da so nekateri mirenski liberalci porabili ta dan romanja v to, da so priredili javni ples, in to še celo društvo. Žalostno, da se taki dnevi, ki so namenjeni romanju, zlorabljajo v take reči. To je obsodbe vredno. No, naj le delajo tako, bode poprej konec njih in njih društva. Ljudstvo je splošno obsojalo ta čin mirenskih liberalcev. Po vsej pravici je preč. g. župnik Rojec v cerkvi na gradu protestiral proti takemu početju mirenskih liberalnih brezvercev«.
Ob kvatrnici se je torej vedno tudi plesalo. Ko mladina župana drugače ni mogla prepričati, je ples priredila tik za občinsko mejo, česar mirenski župan ni mogel preprečiti, Sovodenjski pa se za to ni zmenil. 

## Svete stopnice
Svete stopnice, so posnetek osemindvajsetih stopnic pred Pilatovo palačo v Jeruzalemu, vrh katerih je Pilat judovski množici pokazal razbičanega Jezusa: »Ecce homo!« (Glej, človek). Po izročilu, naj bi cesarica Helena, mati Konstantina Velikega, te stopnice dala prenesti v Rim, kjer pa jih zdaj ni več. Najznamenitejše so lateranske pred papeško kapelo Sancta sanctorum, ki jih sestavlja 28 stopnic iz belega marmorja. V tretjo, dvanajsto in osemindvajseto stopnico je vdelan košček pravega križa, na katerem je bil razpet Jezus.
Kopije svetih stopnic danes najdemo po celem svetu, od Italije, Francije, pa vse do Kanade. Po nemško govorečem delu Evrope so ob romarskih cerkvah postale priljubljene v obdobju baroka, ko se je za opravljanje pobožnosti predpisal prav poseben red.
V tem obdobju so prišle tudi na slovensko ozemlje.
Prve svete stopnice so bile postavljene leta 1747 v Šmarju pri Jelšah, nato pri sv. Joštu nad Kranjem leta 1751, kmalu zatem še na Gradu nad Slovenj Gradcem, leta 1757 na Mirenskem gradu, na Žalostni Gori pri Mokronogu, pri Novi Štifti na Dolenjskem, pri Sv. Križu pri Belih vodah. V slovenskih svetih stopnicah so vzidane relikvije mučencev iz rimskih katakomb.
Verniki so včasih trumoma obiskovali svete stopnice in se po kolenih pomikali po njih do vrha. Vrh stopnic pa se je začenjala pobožnost križevega pota. P. Hicinger je leta 1843 izdal Molitve per obiskovanje svetih šteng. Premišljevanja je razdelil na osemindvajset razdelkov, kolikor je vseh stopnic. V razdelkih sledi Jezusu od njegovega slovesa od Marije, vse do njegovega vstajenja.

## Svete stopnice na Mirenskem gradu
Svete stopnice je dal leta 1757 sezidati mirenski župnik Ivan Marušič. Narejene so bile iz črnega domačega kamna. Na vsaki stopnici sta bili na konceh vdelani po dve relikviji svetnikov, večinoma mučencev. Na vrhnji, 28. stopnici pa so bile relikvije tudi na sredini.
Svete stopnice je slovesno blagoslovil goriški nadškof Karel Mihael Attems, 30. maja 1757.
V prvi svetovni vojni so bile popolnoma porušene. Stale so nekoliko bolj desno od sedanjih. Obstoječe nove Svete stopnice je sezidal stavbenik Pettarin v juniju in juliju 1931 po načrtih Ivana Vurnika. Oltar v Svetih stopnicah je postavil kamnar Podbersič iz Gorice. V oktobru 1931 je bil na Tirolskem za Svete stopnice kupljen kip Jezusa v grobu. Nove stopnice je 2. februarja 1932 blagoslovil mirenski župnik Oskar Pahor. V vsako od novih stopnic je vdelana le ena relikvija, in sicer na sredini. Žal seznama vdelanih relikvij v nove stopnice ni.
Ob kapeli svetih stopnic je pokopan župnik Elersič, ki je dal sezidati predhodnico današnje cerkve. 
Leta 1934 je zidar, misijonski brat Jože Pipan, naredil zunaj, ob svetih stopnicah, dodatne stopnice.
Tudi v drugi svetovni vojni so bile Svete stopnice poškodovani. Popravili so jih leta 1954.
Leta 1966 je slikar Tone Kralj nad božji grob naslikal sliko zasramovanega Jezusa (olje na platno).
Leta 1986 je bila narejena nova streha z železobetonsko podlago, notranje stene pa prebeljene. Leta 2022 so bile stopnice ponovno obnovljene.

## Misijonska hiša
V prvi svetovni vojni je bila misijonska hiša porušena, leta 1924 pa obnovljena. Ponovno jo je zaznamovala druga svetovna vojna, ko so jo leta 1944 požgali partizani.
Šele po prihodu superioria Alojzija Trontlja, ki je leta 1953 prišel na Grad iz zapora, so se začela resna obnovitvena dela. Prva je na vrsto prišla misijonska hiša. Sedem let je superior Trontelj pospravljal ruševine, pokrival z dekami zidove, odvažal material in čistil opeko. Alojzij Trontelj je takrat predlagal jugoslovanski provinci usmiljenih sester, da bi prevzele obnovo samostana in sprejele hišo za svojo postojanko. Leta 1960 so se v njej naselile prve sestre usmiljenke, ki so prevzele požgano misijonsko hišo in jo, za eno nadstropje znižano, obnovile.
Obnovljeno hišo so poimenovale »Dom Marije Kraljice«. Hiša je postala dom za bolne in onemogle sestre, ki so se na stare dni vračale v Slovenijo iz drugih republik bivše Jugoslavije. Sestre usmiljenke so v domu bivale vse do leta 2015, ko so zgradile manjšo hišo ob pokopališču, dom pa je prešel v last lazaristov. Lazaristi so hišo leta 2015 preimenovali v Marijin dom. 
V Marijinem domu je danes Center za družine Mirenski grad, ki deluje pod okriljem Društva prostovoljcev Vincencijeve zveze dobrote. V njem potekajo številne aktivnosti za otroke, mlade in družine, del prostorov pa je namenjen tudi programom za brezdomne in domu duhovnih vaj.  

## Križev pot in kapelica sv. Cirila in Metoda
Leta 1757 so ob nekdanji pešpoti na Grad postavili prvi križev pot. Ko je župnik Elersič leta 1856 dal urediti novo vozno pot, so križev pot prestavili. Po pustošenju prve svetovne vojne se je ohranila samo šesta postaja. Leta 1986 je Lojze Čemažar v njej v fresko tehniki upodobil sv. Cirila in Metoda. Vse ostale kapelice so bile zgrajene leta 1931 po načrtih Ivana Vurnika. Sedanji križev pot je delo Lojzeta Čemažarja iz leta 1985 

## Dom sester Usmiljenk
Leta 2015 so sestre usmiljenke zgradile novo hišo, ki je nadomestila njihovo dotedanje bivališče – Marijin dom, ki je postal zanje prevelik. V njej živi skupnost, ki s svojo molitvijo podpira duhovno središče.

## Marijin dom
Marijin dom – nekdanja misijonska hiša Dom ob cerkvi je bil zgrajen leta 1914. V prvi svetovni vojni je bil porušen, leta 1924 pa obnovljen, vendar znižan za eno nadstropje. Ponovno ga je zaznamovala druga svetovna vojna, ko so ga leta 1944 požgali partizani. Leta 1960 so se v njem naselile prve sestre usmiljenke. Ko so ga leta 1961 obnovile, so se vanj naselile sestre, ki so se iz vseh delov Jugoslavije na jesen življenja vračale domov. V domu so bivale vse do leta 2015, ko so zgradile manjšo hišo ob pokopališču, dom pa je prešel v last lazaristov. 
V Marijinem domu je nastal Center za družine Mirenski grad, ki deluje pod okriljem Društva prostovoljcev Vincencijeve zveze dobrote. V njem potekajo številne aktivnosti za otroke, mlade in družine, del prostorov pa je namenjen tudi programom za brezdomne in domu duhovnih vaj.

## Kalvarija in pokopališče
Leta 1757 so tik pod vrhom hriba bili postavljeni trije veliki kamniti križi z marmornatimi kipi Jezusa in dveh razbojnikov. Pod srednjim križem so bili Žalostna Mati božja, apostol Janez in Marija Magdalena. Po koncu prve svetovne vojne so ostali le še križi, ki so jih prestavili ob decni bok cerkve. Leta 1962 je bilo pod tremi križi urejeno pokopališče, kjer so pokopani župnik Pahor, lazaristi in sestre usmiljenke. 